# Худолеєв Іван Миколайович
Худолеєв Іван Миколайович  (1869 (за іншими даними — 1875 р.) — 1932) — російський і радянський актор, режисер.

## З життєпису
З 1893 р. працював у Малому театрі.
В кіно знімався з 1916 р. (фільми: «Справа доктора Мореля», «Заради щастя», «Руки геть!» (1924), «Поет і цар» (1927), «Прості серця» та ін.).
Грав в українських кінокартинах:
- 1924: «Той не злодій, хто не спійманий» (банкір Орнано)
- 1924: «Слюсар і канцлер» (імператор Норландії)
- 1926: «Тарас Шевченко» (Микола I)

Викладав у Московській Держкіношколі.